# Acanthoctenus spinipes
Acanthoctenus spinipes är en spindelart som beskrevs av Eugen von Keyserling 1877. Acanthoctenus spinipes ingår i släktet Acanthoctenus och familjen Ctenidae. Inga underarter finns listade i Catalogue of Life.